# Franz Espagne
Franz Espagne (Münster, 21 d'abril de 1828 — Berlín, 24 de maig de 1878 fou un musicògraf alemany.
Fou deixeble de Dehn a Berlín, i durant algun temps director de Música a Bielefeld, succeint el 1858 al seu mestre Dehn en el càrrec de conservador de la secció de Música de la Reial Biblioteca de Berlín i de mestre de cor de la Hedwigskirche d'aquesta ciutat.
Participà de forma molt activa en l'edició d'obres clàssiques realitzades per la casa Breitkopf i Härtel de Leipzig, especialment en les de Beethoven i Palestrina.

## Llista no exhaustiva de les obres editades per Espagne
- Hymni (Giovanni Pierluigi da Palestrina)
- Ludwig van Beethovens Werke (Ludwig van Beethoven)
- Mass in C major, K.66 (Wolfgang Amadeus Mozart)
- Mass in C major, K.167 (Mozart)
- Mass in C major, K.257 (Mozart)
- Mass in C major, K.262/246a (Mozart)
- Missa brevis in C major, K.220/196b (Mozart)
- Missa brevis in C major, K.258 (Mozart)
- Missa brevis in C major, K.259 (Mozart)
- Missa brevis in D minor, K.65/61a (Mozart)
- Missa brevis in G major, K.49/47d (Mozart)
- Missa solemnis in C minor, K.139/47a (Mozart)
- Motecta Festorum (Palestrina)
- Motettorum I (Palestrina)
- Motettorum II (Palestrina)
- Opera omnia Ioannis Petraloysii Praenestini (Palestrina)
- Symphony in D major, H.663 (Carl Philipp Emanuel Bach)
- Symphony in F major, H.665 (Bach, Carl Philipp Emanuel)
- Wolfgang Amadeus Mozarts Werke: (Mozart)